# Львівський апеляційний господарський суд

Юрисдикція суду

Льві́вський апеляці́йний господа́рський суд — колишній апеляційний господарський суд загальної юрисдикції, розміщений у місті Львові. Юрисдикція суду поширювалася на Закарпатську, Івано-Франківську, Львівську, Тернопільську та Чернівецьку області.
Утворений 2001 року.
Суд здійснював правосуддя до початку роботи Західного апеляційного господарського суду, що відбулося 3 жовтня 2018 року.

## Керівництво
Голова суду — Плотніцький Борис Дмитрович
 Заступник голови суду — Костів Тетяна Сергіївна
 Керівник апарату — Палюх Олена Петрівна.

## Показники діяльності у 2015 році
- Перебувало на розгляді справ — 3561
  - надійшло у 2015 році — 3135
- Розглянуто — 2465[8]